# EURECA
EURECA（EUropean REtrievable CArrier, エウレカ）は、欧州宇宙機関 (ESA) のプロジェクトで71台の実験装置を搭載していた質量4.5トンの無人人工衛星である。「EURECA」は欧州回収型輸送機 (European Retrieval Carrier) の略であるが、アルキメデスが比重を発見時に閃いて発した言葉「Eureka!」（見つけた！）の同音語にもなっている。

## 沿革
ドイツのメッサーシュミット・ベルコウ・ブローム-ERNOで製造され、自動化された材料科学の装置や太陽観測用の小型の望遠鏡（X線も含む）を搭載していた。
1992年7月31日、NASAのSTS-46計画でスペースシャトル・アトランティスにより打ち上げられ、高度508kmの軌道に投入された。1993年7月1日、同じくNASAのSTS-57計画でスペースシャトル・エンデバーにより回収された。5回の飛行で異なる実験に使用される設計であったが、残りの飛行は中止された。
2000年からスイスのルツェルンの交通博物館に展示されている。

## ギャラリー

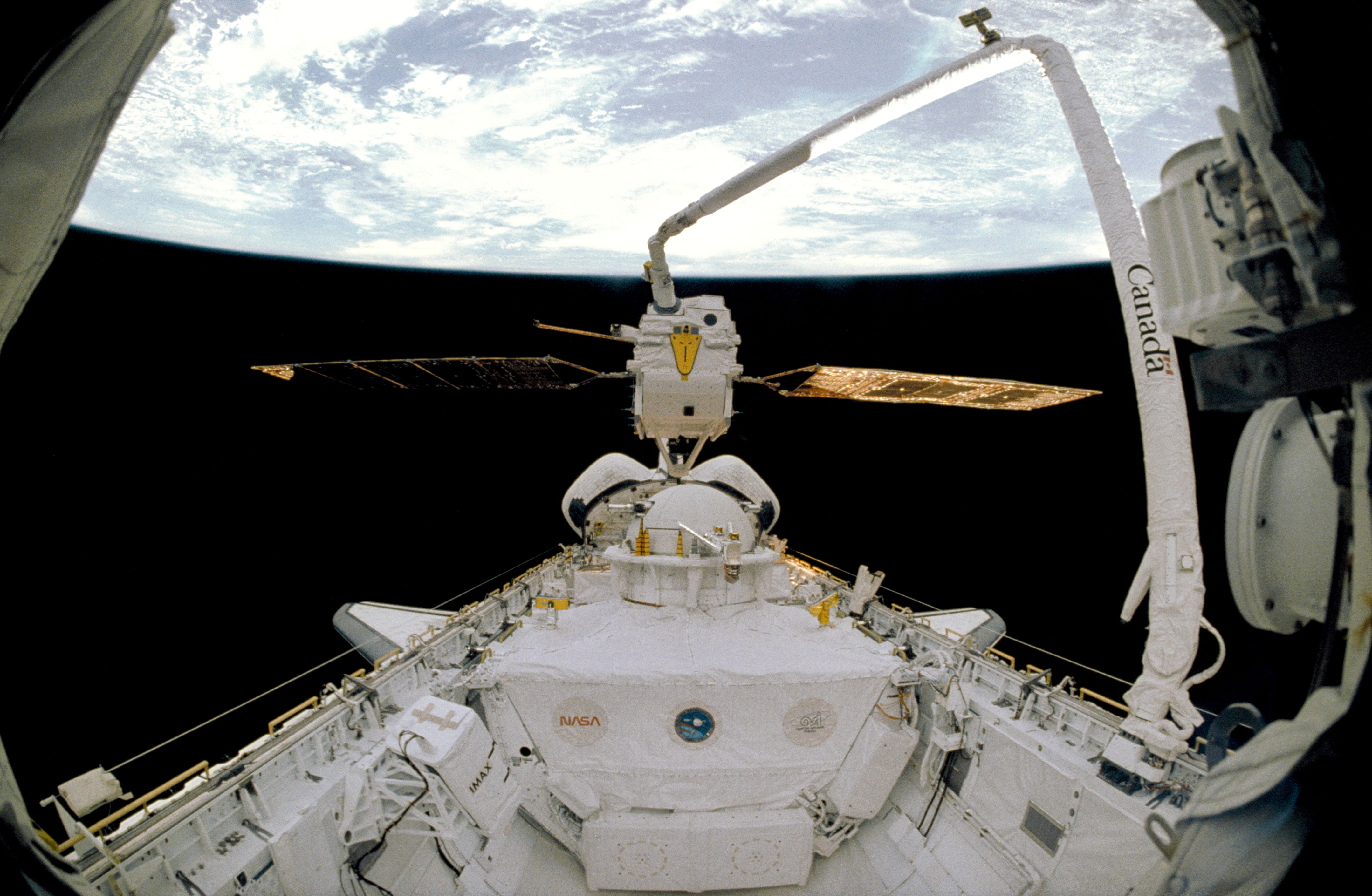
1992年の投入時の様子
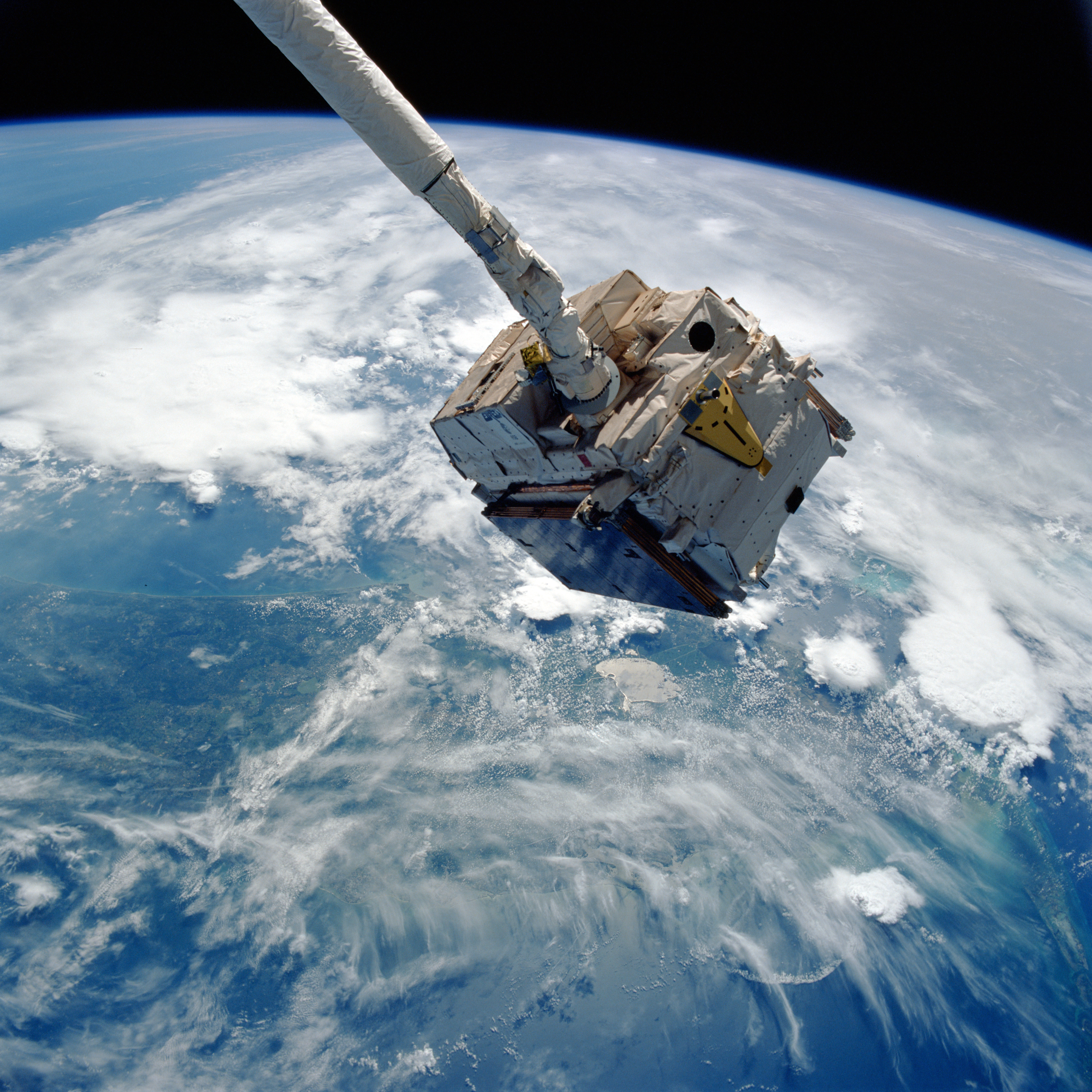
1993年の回収時の様子